# Toma de Coro
La Toma de Coro fue un evento que dio inicio a la Guerra Federal de Venezuela. El 20 de febrero de 1859 el comandante Tirso Salaverría ocupó el cuartel de Coro. Fue seguido del Grito de la Federación y el retorno de los jefes liberales exiliados en las Antillas.
El escudo de Venezuela posee el 20 de febrero junto al 19 de abril en memoria a la importancia que tuvo el episodio para la historia de Venezuela. La guerra civil duraría de 1859 hasta 1864 y afectaría a todo el país, con excepción de Guayana, enfrentando al gobierno centralista y conservador con los revolucionarios liberales y federalistas. Terminaría con la proclamación de la Constitución de los Estados Unidos de Venezuela de 1864.

## Antecedentes

### Persecución conservadora
Problemas económicos y la escasez de alimentos llevan a la Revolución de Marzo, que estalla en Valencia el 5 de marzo de 1858. Capitaneada por el comandante de armas de Carabobo, general Julián Castro, y apoyada por los conservadores, en diez días derroca al presidente liberal, general José Tadeo Monagas. Sin embargo, de inmediato el nuevo gobierno debió enfrentarse a un nuevo movimiento revolucionario que estaba en fase de organización. Esto significó que a las dos semanas de instalarse en el poder, el nuevo presidente empezó a arrestar a altos oficiales y dirigentes de ideas liberales.
En los primeros días de abril, Castro hizo llamar a los generales Juan Crisóstomo Falcón y Ezequiel Zamora, el primero tuvo una entrevista en que el mandatario le recriminó su poco apoyo a la revolución y que el general respondió con «su deber de soldado y su honor de caballero le habían impuesto fidelidad y harto había hecho con no oponer obstáculo al torrente revolucionario»; el segundo fue abucheado por un grupo de jóvenes estudiantes. Después de un decreto publicado el 7 de abril en que aparecían en una lista de individuos con restricción a sus movimientos, ambos militares se reunieron en la casa del general Carlos Terrero con el licenciado Francisco Conde, los doctores Víctor Ariza y Gonzalo Antonio Ruiz y el notable Agustín Rivero para designar comités revolucionarios en todo el país.
Sin embargo, Castro se enteró de que Falcón fue nombrado jefe de la revolución y ordenó detener a los dos militares mencionados el 9 de junio, pero ambos lograron esconderse en casas de amigos. Zamora huyó por La Guaira a Curazao y Falcón a Bonaire y luego Curazao. En consecuencia, el gobierno empezó a arrestar a destacados líderes liberales, persecución que se intensificó a inicios de 1859.

### Conspiración en Coro

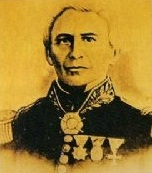
León de Febres Cordero.

Esto impulsó a que el Comité Revolucionario de Coro, formado por Juan Navarrete, Pedro Torres, Nicolás Zaldarriaga y Tirso Salaverría, se decida a actuar. Por entonces, el gobernador de la provincia de Coro era el doctor Juan de Dios Monzón y el comandante de armas el general León de Febres Cordero, este último con autoridad militar también en Maracaibo, Trujillo, Mérida y Táchira. En la misma ciudad de Coro el gobernador era Fermín García, quien a fines de febrero estaba en Cumarebo, el comandante de armas era el oficial Francisco Carabaño y el jefe de la guarnición el comandante José María Sanda. Los líderes liberales estaban en contacto con Falcón, quien salió de Curazao a Saint Thomas para comprar armas, no sin antes aprobar su alzamiento. Zamora se limitó a apoyarlo y nombrar a Salaverría como cabecilla.

## Asalto
En la tarde del 20 de febrero, los revolucionarios empezaron a congregarse en la casa del coronel José Rivero, en el barrio El Pantano, los comandantes Tirso Salaverría, Jesús María Hernández y Catalino Aceituno, y los vecinos José Toledo, Pedro Torres, Juan José Navarrete, José Tomás Pereira, Emilio Navarro Miquilena, Carlos Manuel Acosta y Maximiliano Iturbe. Se les unieron un gran número de jóvenes opositores al gobierno y decididos a alzarse por ya sentirse descubiertos en la conspiración. Según el político liberal venezolano Laureano Villanueva eran más de 40, pero su compatriota, el historiador Edgar Esteves González, los eleva a más de 50. Por último, la cifra más alta la da el historiador y médico Oscar Beaujón Graterol, quien habla de 80.
Sabedores que al anochecer existía la costumbre una gran concurrencia de curiosos en la calle del cuartel para ver la retreta (toque que ordena a los soldados retirarse a dormir), se reunieron en la tarde en casas cercanas. A las 20:00 horas salieron hacia la Casa de Parque y Prevención, liderados por el joven Félix Iraola pararon delante del edificio a quince o veinte burros cargados de pasto y aprovecharon la confusión para tomar la acera y desarmar por sorpresa al centinela y al jefe de la guardia, José Tomás Santana, a gritos de «¡Viva la Federación, abajo el gobierno!». Luego ahuyentaron a pedradas al escolta de la retreta y los sorprendidos soldados huyeron o se rindieron después que lo ordenara Santana. No hubo lucha y capturaron a Sanda, y después al comandante Carabaño y al gobernador García. El botín fueron novecientos fusiles, mucha pólvora elaborada y a granel (sin elaborar), fornituras, cornetas, tambores, cajas de guerra, banderas, dos grandes cañones de bronce montados apodados El Tití y El Alegre y otros de menor calibre.
Al mismo tiempo, en la cárcel pública el alcaide Miguel Aular recibió las noticias de este evento de parte del sargento Félix Pineda. El oficial aconsejó rendirse, pero el ayudante de la guardia ordenó disparar a los liberales, sin embargo, sus soldados simplemente abandonaron sus puestos y dejaron entrar a los amotinados. Después de esto, al grito de «¡Federación!» los liberales de toda la ciudad tomaron las armas que pudieron y empezaron a recorrer a pie o a caballo por las calles y plazas de la urbe. En la madrugada del día siguiente, en La Vela de Coro el movimiento fue apoyado por Sergio Rincón y Carlos Galán, que se tomaron el Resguardo y las goletas La Guaireña y El Coriano, la primera por la fuerza y la segunda voluntariamente. De inmediato, enviaron a Curazao a La Guaireña para buscar a Zamora. Iba también Maximiliano Iturbe con documentos explicando lo sucedido en Coro e invitándolo a asumir el mando.

## Consecuencias

### Organización del nuevo gobierno
Al amanecer del 21 de febrero, el comandante Tirso Salaverría, nombrado durante la noche jefe de la plaza, emitió una proclama explicando los motivos, un esbozo de programa y dando vivas al gobierno federalista de Coro, la República y al general Juan Crisóstomo Falcón, primer jefe del movimiento. También se formó una junta autodenominada Gobierno Provisional del Estado Independiente de Coro y formada por Nicolás Zaldarriaga, José Toledo, Pedro Torres y Juan José Navarrete. Ezequiel Zamora, acompañado del general José Desiderio Trías, el coronel José del Rosario González y los notables Napoleón Sebastián Arteaga, José Gabriel Ochoa, José F. de la Guerra y Juan Francisco Manrique, desembarcó en La Vela el 22 de febrero y de inmediato fue a Coro, donde fue nombrado jefe de operación del Ejército Federal de Occidente. Al día siguiente publicaba su primera Orden General, ordenando a los militares hacer cuidar el orden y las propiedades. Zamora era muy respetado por los corianos, había servido como gobernador en 1851 y conocía la región, además de ser un experimentado militar. Él nombró como nuevo gobernador provincial a Zaldarriaga y como su secretario a Víctor Hansen.
El 25 de febrero, en la Plaza de Armas, se reunió una especie de asamblea pública donde Zaldarriaga juró como presidente, Toledo como secretario de Gobernación y Torres como administrador general y secretario de Hacienda. Ordenaron vigentes las disposiciones constitucionales y legales vigentes que no se opongan a los principios revolucionarios y ordenaron enarbolan una bandera con siete estrellas azules. Por último, se emitió una proclama con los compromisos de los revolucionarios de defender la independencia administrativa y conservar la integridad y unidad de la federación, a la vez que establecieron las atribuciones de un gobierno nacional: control de las relaciones exteriores, las Fuerzas Armadas (y sólo utilizables para guerras exteriores), crédito público, exterior e interior, aduanas, amonedación, pabellón y escudo de armas, servicios de correos y patronato eclesiástico. También el gobierno de Coro asumió como gobierno general representativo del país y se determinó la redacción de una constitución federal con representantes electos en todo el país. Entre las normas que buscaban implementar estaban abolir la pena de muerte, libertad de prensa, tránsito, asociación, representación, industria y culto, abolición de la esclavitud y la prisión por deuda, inviolabilidad del domicilio, correspondencia, escritos privados y propiedad privada, poder electoral independiente, voto secreto, universal y directo, crear una milicia nacional, justicia gratuita, asistencia pública para inválidos y pobres, etc.
Ese día 25, el Gobierno Provisional ascendió a Zamora a general de División y Primer Jefe del Ejército del Estado de Coro y del Ejército de Occidente. El coronel González fue elevado a general de Brigada. De inmediato, se organizó una escuadrilla al mando del coronel Rodulfo Calderón formada por las goletas Federación y 20 de febrero, eran las antiguas La Guaireña y El Coriano respectivamente. Calderón iba en la primera, que estaba armada con dos cañones por banda. En el castillo dejaron dos piezas de artillería de tamaño regular.
Pronto estallaron revueltas en San Luis, Paraguaná, Cumarebo y Capadare. En esta última, Pablo y Juan Vicente Piña y Andrés Ugarte sorprendieron a la guarnición local, tomaron ochenta fusiles y doscientas lanzas y formaron una columna de 200 hombres para tomar Jacura. Poco después, Trías fue enviado a Capadare y González a Paraguaná a organizar las milicias, y al comandante Martín Reyes a Churuguara a vigilar a las fuerzas gubernamentales en Barquisimeto.

### Primeros combates
Gracias a su nueva autoridad, Ezequiel Zamora pudo organizar el Ejército del Pueblo Soberano, «de 2.000 hombres poco más o menos», al que pasa revista el 7 de marzo. Estos dos millares de oficiales, clases y soldados fueron reunidos en menos de quince días, algunos de ellos eran veteranos de la guerra de independencia y de la rebelión campesina. Como indica un autor: «De las arenas de los médanos brotan 2.000 hombres; es el Ejército del pueblo soberano. Queda Coro como Entidad Federal, y la lengua de fuego avanza sobre la depresión del Yaracuy». Poco después, también llegó Falcón, quien desembarcó en Palmasola el 24 de julio y fue reconocido como Jefe Supremo, aunque Zamora quedó como comandante militar y verdadero líder de todo. El 10 de marzo tenía organizados los batallones Vanguardia y 20 de febrero al mando de los coroneles Juan Nepomuceno Guerrero y Manuel Oviol, y de los comandantes Martín Reyes y Tomás Pereira. En la localidad de Carorita se le sumó González con las milicias de caballería de Paraguaná. Después de dejar 1.200 hombres en la provincia a cargo del ahora coronel Salaverría, Zamora salió de Coro con 700 soldados siguiendo la vía de la costa a Puerto Cabello el 11 de marzo. Sin embargo, no todos los autores concuerdan. Beaujon dice que Salaverría sólo tenía 100 hombres protegiendo la ciudad de Coro y Villanueva que el ejército reunido apenas sumaba 1.000 hombres, sin contar los 200 tripulantes de la flotilla y los 200 soldados que quedaron en la plaza.
El 22 de marzo venció al comandante Francisco Rivero en la boca del río Yaracuy y al día siguiente ocupaba Morón, reclutando 150 soldados del coronel Juan José Mora. El 24 de marzo venció en El Palito al comandante Andrés Avelino Pinto mediante un ataque sorpresa durante la noche, tomando sus armas, bagaje y banderas. Entre tanto, Castro nombró a José Antonio Páez como jefe de operaciones en Carabobo el 21 de febrero y al general José Laurencio Silva en Cojedes, Portuguesa, Barinas y Apure. También se envía un telégrafo a Febres Cordero el día 24, quien sale de Puerto Cabello por mar el 10 de marzo. Llega a San Juan de Los Cayos, sigue a Cumarebo y desembarca el 15 de marzo en la playa de Muaco en La Vela, cuya guarnición se retira y es perseguida, capturándose a Salaverría y llevándolo a Coro, ciudad ocupada el mismo día. Así se inician juicios en la ciudad como castigo por el levantamiento. Con esta maniobra, Cordero dificultaba la llegada de armas desde las Antillas a los rebeldes, desbarataba el gobierno revolucionario en formación y le quitaba a Zamora su base de operaciones. Sin embargo, se negó a salir en persecución de su rival.
En cambio, el general conservador quiso encerrar a su enemigo con un cerco desde varios puntos, sabedor que sólo podía moverse a Puerto Cabello por la costa, a San Felipe por el río Aroa o Barquisimeto por Moroturo. A la ciudad de Barquisimeto, donde ya había 1.000 soldados gubernamentales, se envió al comandante Juan Ángel Betancourt con 500 refuerzos por Churuguara y al comandante Manuel Oberto con otros tantos por Capatárida, aunque a este último luego se le ordenó seguir a los rebeldes por Píritu. Medio millar extra de soldados del gobierno ocuparon San Felipe. Por último, se ordenó al comandante Andrés Avelino Pinto con su batallón Victoria, de 450 plazas, marchar a reforzar Puerto Cabello, donde el general Justo Briceño Otálora apenas tenía 250 soldados en el Castillo San Felipe, antes que llegara Zamora. Sin embargo, el ejército federalista, sabedor que debía romper las líneas defensivas de los conservadores por Puerto Cabello y Valencia hizo una serie de maniobras arriesgadas para destruir al batallón de Pinto, derrotar a las columnas de Betancourt y Oberto, apoderarse de la cuenca del Yaracuy y la región de Carabobo y forzar a José Antonio Páez a encerrarse en Valencia y a Briceño en Puerto Cabello. Después siguió a los Llanos del Orinoco, donde obtuvo varias victorias antes de la batalla de Santa Inés. Según  el historiador Carlos Medina Chirinos: «En la Guerra Federal perecieron, por lo menos, cinco mil corianos, cuando muy pocos zulianos cayeron».